# Iglesia de Nuestra Señora del Rosario de los Prietos (Recife)
La Iglesia de Nuestra Señora del Rosario de los Prietos es un templo católico localizado en la ciudad de Recife, capital del estado de Pernambuco, Brasil.

## Historia
El culto a la santa fue introducido en la cultura de los esclavos africanos en Brasil por los jesuitas en la catequesis, para legitimar la religión católica, buscando hombres y mujeres negros para la práctica religiosa. La Hermandad de los Hombres Negros de Recife fue creada en 1654, y la iglesia tuvo su conclusión entre los años 1662 y 1667, en el período del reinado de D. Alfonso VI de Portugal, venerado por esta institución que conserva de él un retrato pintado a óleo en la sacristía. En el altar existen los santos negros como el rey Baltazar, San Sebastián, San Benito, Santo Antônio de Categeró y Santa Ifigenia. La calle en frente de la iglesia recibió la denominación de Calle Estrecha del Rosario.